# Campeonato Catarinense de Futebol de 2013 - Divisão de Acesso
A Divisão de Acesso do Campeonato Catarinense de Futebol de 2013 foi a 10ª edição da Terceirona do Catarinense, que contou com a participação de 10 clubes, realizada entre os dias 4 de agosto e 1 de dezembro.
Inter de Lages e Blumenau chegaram a final da competição. Na primeira partida, disputada em Blumenau, o time da casa aplicou uma sonora goleada no adversário vencendo o jogo por 4 a 0. Como o regulamento não previa saldo de gols nesta fase, o Inter precisaria vencer o jogo de volta no tempo normal e pelo menos empatar na prorrogação para conquistar o título. E foi o que aconteceu, o jogo terminou 3 a 1 a favor do time de Lages e, na prorrogação, 0 a 0. Desta forma o Inter terminou como o campeão da competição.

## Regulamento
A competição foi disputada em até três fases o Turno, o Returno e as Finais, que não será disputada caso a mesma equipe vença as duas primeiras fases. 
O Turno e o Returno foram disputados em duas etapas, a Inicial e a Final. Nas duas etapas (Inicial e Final) do Turno e do Returno, bem como na 3ª Etapa (Semifinais), caso venha a ser realizada, todas as equipes iniciarão a disputa com zero ponto ganho.
Caso a mesma equipe for a campeã do Turno e do Returno, será considerada a Campeã da Competição e a 3ª Etapa (Finais) não será realizada e o campeonato estará encerrado.

### Turno
O Turno foi disputado em duas Etapas, a etapa Inicial e a etapa Final. 
Na etapa Inicial, as equipes jogaram todas entre si, os jogos de ida, conforme tabela elaborada pelo Departamento de Competições da FCF, classificando-se etapa Final do Turno, as duas primeiras colocadas.
A etapa Final, foi disputada pelas equipes que obtiverem as duas primeiras colocações na 1ª Fase (Inicial) e que jogaram entre si, em jogos de ida e volta, sendo mandante do jogo de volta (segunda partida) a equipe que obtiver a primeira colocação na 1ª Fase (Inicial). Foi considerada vencedora da disputa a equipe que, ao final do jogo de volta (segunda 
partida), obtiver o maior número de pontos ganhos. Se após a realização do jogo de volta (segunda partida) as equipes terminarem empatadas em número de pontos ganhos, haverá uma prorrogação de trinta minutos, em dois tempos de 15, para se conhecer a vencedora da disputa. Caso a prorrogação do jogo de volta (segunda partida) terminar empatada, será considerada 
vencedora da disputa a associação mandante do jogo de volta.

### Returno
A fórmula do returno é a mesma do Turno, exceto que os jogos disputados dentro de cada grupo serão os jogos de volta em relação a fase anterior.

### Finais
As Finais foram disputadas em partidas em dois jogos de ida e volta pelos vencedores do Turno e do Returno, sendo mandante do jogo de volta (segunda partida), a associação que obtiver o maior número de pontos ganhos em toda a competição, somando-se os pontos ganhos no Turno e no Returno.
Somente a equipe campeã da Divisão de Acesso do Campeonato Catarinense de Futebol de 2013, será classificada para a disputa da Divisão Especial do Campeonato Catarinense de Futebol de 2014.

### Critérios de Desempate
Ao término da Primeira Fase (Inicial) do Turno e Returno, no caso de duas ou mais equipes terminarem empatadas em número de pontos ganhos, o critério de desempate será estabelecido pelos índices técnicos abaixo mencionados na seguinte ordem:
- Maior número de vitórias;
- Maior saldo de gols;
- Maior número de gols pró;
- Confronto direto, somente no caso de empate entre duas equipes;
- Menor número de cartões vermelhos recebidos;
- Menor número de cartões amarelos recebidos;
- Sorteio.[9][2]

## Equipes Participantes
| Equipe         | Município          | Em 2012 | Estádio                            | Capacidade | Títulos |
| -------------- | ------------------ | ------- | ---------------------------------- | ---------- | ------- |
| Barra          | Balneário Camboriú | ---     | das Nações                         | 5.000      | ---     |
| Blumenau       | Blumenau           | ---     | Complexo Esportivo Bernardo Werner | 2.300      | ---     |
| Curitibanos    | Curitibanos        | ---     | Wilmar Ortigari                    | 5.000      | ---     |
| Inter de Lages | Lages              | 3º      | Vidal Ramos Júnior                 | 6.000      | ---     |
| Jaraguá        | Jaraguá do Sul     | 2º      | do Botafogo                        | 1.000      | ---     |
| Maga           | Indaial            | 6º      | Gigante do Vale                    | 1.000      | ---     |
| NEC            | Navegantes         | 5º      | Hercílio Luz                       | 10.000     | ---     |
| Oeste          | Chapecó            | 4º      | Augusto Bauer¹                     | 5.000      | ---     |
| Pinheiros      | Garopaba           | ---     | Campo do Campinense                | 200        | ---     |

1. Apesar de ser um clube sediado em Chapecó, o Oeste disputou os seus jogos como mandante na cidade de Brusque, no Estádio Augusto Bauer.

## Turno
|  |                                 |
|  | Classificação à final do Turno. |

### Finais
Ida
| 18 de setembro | Jaraguá  | 1 – 0  | Inter de Lages | Estádio João Marcatto, Jaraguá do Sul         |
| 20:30          | Eric 86' | Súmula |                | Público: 370 Árbitro: Leandro Messina Perrone |

Volta
| 24 de setembro | Inter de Lages         | 2 – 1 (Pro.) | Jaraguá    | Estádio Vidal Ramos Júnior, Lages             |
| 20:30          | Goga 46' · Brasão 114' | Súmula       | 119' Piter | Público: 3 539 Árbitro: Ronan Marques da Rosa |

## Returno
|  |                                   |
|  | Classificação à final do Returno. |

### Finais
Ida
| 13 de novembro | Inter de Lages            | 2 – 0  | Blumenau | Estádio Vidal Ramos Júnior, Lages               |
| 20:30          | Thomaz 67' · Brasão 90+2' | Súmula |          | Público: 2 786 Árbitro: Leandro Messina Perrone |

Volta
| 17 de novembro | Blumenau                       | 3 – 0 (Pro.) | Inter de Lages | Complexo Esportivo Bernardo Werner                      |
| 17:00          | Negreiros 66', 98' · Diego 72' | Súmula       |                | Público: 1 184 Árbitro: Paulo Henrique de Godoy Bezerra |

## Confrontos
Para ler a tabela, a linha horizontal representa os jogos da equipe como mandante. A coluna vertical indica os jogos da equipe como visitante.
Jogos do Turno estão em vermelho e os jogos do Returno estão em azul.
|                | BAR | BLU | CUR | INT  | JAR | MAG  | NEC | OES  | PIN  |
| -------------- | --- | --- | --- | ---- | --- | ---- | --- | ---- | ---- |
| Barra          | —   | 0–2 | 1–1 | 0–6  | 0–2 | 3–0  | 2–2 | 0–2  | 0–2  |
| Blumenau       | 4–1 | —   | 5–0 | 0–1  | 1–1 | 8–0  | 8–0 | 4–1  | 2–1  |
| Curitibanos    | 2–0 | 0–3 | —   | 0–2  | 0–4 | 1–2  | 3–1 | 0–5  | 0–3  |
| Inter de Lages | 4–0 | 2–2 | 7–0 | —    | 1–1 | 13–0 | 3–0 | 3–1  | 1–0  |
| Jaraguá        | 4–2 | 1–1 | 4–0 | 0–1  | —   | 5–0  | 4–0 | 4–1  | 1–0  |
| Maga           | 0–2 | 0–9 | 0–5 | 0–6  | 0–4 | —    | 1–2 | 3–01 | 3–01 |
| NEC            | 2–2 | 0–2 | 2–2 | 2–1  | 1–4 | 4–0  | —   | 3–1  | 1–4  |
| Oeste          | 3–1 | 0–2 | 1–3 | 0–7  | 0–1 | 0–0  | 4–0 | —    | 1–2  |
| Pinheiros      | 2–0 | 1–7 | 2–0 | 0–31 | 2–6 | 14–0 | 3–1 | 2–2  | —    |

| Vitória do mandante | Vitória do visitante | Empate |

## Classificação Geral
|  |                                       |
|  | Melhor campanha em toda a competição. |

## Desempenho por Rodada
Clubes que lideraram a classificação geral ao final de cada rodada:
| Rodadas | Rodadas | Rodadas | Rodadas | Rodadas | Rodadas | Rodadas | Rodadas | Rodadas | Rodadas | Rodadas | Rodadas | Rodadas | Rodadas | Rodadas | Rodadas | Rodadas | Rodadas |
| Turno   | Turno   | Turno   | Turno   | Turno   | Turno   | Turno   | Turno   | Turno   | Returno | Returno | Returno | Returno | Returno | Returno | Returno | Returno | Returno |
| ------- | ------- | ------- | ------- | ------- | ------- | ------- | ------- | ------- | ------- | ------- | ------- | ------- | ------- | ------- | ------- | ------- | ------- |
| 1       | 2       | 3       | 4       | 5       | 6       | 7       | 8       | 9       | 10      | 11      | 12      | 13      | 14      | 15      | 16      | 17      | 18      |
| JAR     | JAR     | PIN     | PIN     | JAR     | INT     | INT     | INT     | INT     | INT     | INT     | BLU     | BLU     | INT     | INT     | INT     | INT     | INT     |

Clubes que ficaram na última posição da classificação geral (fase inicial) ao final de cada rodada:
| Rodadas | Rodadas | Rodadas | Rodadas | Rodadas | Rodadas | Rodadas | Rodadas | Rodadas | Rodadas | Rodadas | Rodadas | Rodadas | Rodadas | Rodadas | Rodadas | Rodadas | Rodadas |
| Turno   | Turno   | Turno   | Turno   | Turno   | Turno   | Turno   | Turno   | Turno   | Returno | Returno | Returno | Returno | Returno | Returno | Returno | Returno | Returno |
| ------- | ------- | ------- | ------- | ------- | ------- | ------- | ------- | ------- | ------- | ------- | ------- | ------- | ------- | ------- | ------- | ------- | ------- |
| 1       | 2       | 3       | 4       | 5       | 6       | 7       | 8       | 9       | 10      | 11      | 12      | 13      | 14      | 15      | 16      | 17      | 18      |
| NEC     | MAG     | MAG     | MAG     | MAG     | MAG     | MAG     | MAG     | MAG     | MAG     | MAG     | MAG     | MAG     | MAG     | MAG     | MAG     | MAG     | BAR     |

### Final
Ida
| 24 de novembro | Blumenau                                     | 4 – 0  | Inter de Lages | Complexo Esportivo Bernardo Werner        |
| 16:00          | Matheus 3', 53' · Marquinhos 83' · Venna 84' | Súmula |                | Público: 1 095 Árbitro: Jefferson Schmidt |

Volta
| 1 de dezembro | Inter de Lages                                | 3 – 1 (Pro.) | Blumenau         | Estádio Vidal Ramos Júnior, Lages    |
| 17:00         | Brenno Basso 66' · Gustavo 74' · Brasão 90+2' | Súmula       | 2' Lucas Pivatto | Público: 5 646 Árbitro: Célio Amorim |

## Campeão geral
| Campeonato Catarinense de Futebol de 2013 - Divisão de Acesso |
| ------------------------------------------------------------- |
| Inter de Lages Campeão (1º título)                            |

## Principais artilheiros
| Gols | Jogador             | Clube          |
| ---- | ------------------- | -------------- |
| 17   | Matheus             | Blumenau       |
| 17   | Negreiros           | Blumenau       |
| 14   | Eric                | Jaraguá        |
| 12   | Hédipo              | Pinheiros-SC   |
| 10   | Pando               | Inter de Lages |
| 10   | Gustavo             | Inter de Lages |
| 8    | Diego               | Blumenau       |
| 8    | Thomaz              | Inter de Lages |
| 7    | Brasão              | Inter de Lages |
| 7    | Daniel              | Oeste          |
| 7    | Elcimar             | Inter de Lages |
| 7    | João Carlos         | Jaraguá        |
| 7    | Leandro Bispo       | Pinheiros-SC   |
| 6    | Francis             | Navegantes     |
| 5    | Guilherme           | Jaraguá        |
| 5    | Marquinhos          | Blumenau       |
| 5    | Pessatti            | Pinheiros-SC   |
| 5    | Ricardo             | Oeste          |
| 5    | Vandré              | Jaraguá        |
| 4    | Gelvane             | Inter de Lages |
| 4    | Roger               | Curitibanos    |
| 3    | Flavio              | Curitibanos    |
| 3    | Giu                 | Pinheiros-SC   |
| 3    | Goga                | Inter de Lages |
| 3    | Leandro             | Jaraguá        |
| 3    | Lucas               | Oeste          |
| 3    | Maike               | Inter de Lages |
| 3    | Marcelinho          | Blumenau       |
| 3    | Matozinho           | Blumenau       |
| 3    | Murilo              | Pinheiros-SC   |
| 3    | Neto                | Jaraguá        |
| 3    | Ricardo             | Jaraguá        |
| 3    | Valério             | Barra-SC       |
| 3    | Victor Hugo         | Pinheiros-SC   |
| 2    | Adriano             | Navegantes     |
| 2    | Allyson             | Curitibanos    |
| 2    | Anderson            | Jaraguá        |
| 2    | Bahia               | Inter de Lages |
| 2    | Brenno Basso        | Inter de Lages |
| 2    | Henrique            | Navegantes     |
| 2    | Igor                | Navegantes     |
| 2    | Jefferson           | Blumenau       |
| 2    | João Marcos Mineiro | Oeste          |
| 2    | Lucas               | Blumenau       |
| 2    | Luciano Amaral      | Inter de Lages |
| 2    | Luis                | Navegantes     |
| 2    | Luiz                | Curitibanos    |
| 2    | Marcos              | Blumenau       |
| 2    | Neto                | Oeste          |
| 2    | Raphael Gaúcho      | Pinheiros-SC   |
| 2    | Reinaldo Lobo       | Curitibanos    |
| 2    | Tchesco             | Navegantes     |
| 2    | Thiago Bahia        | Barra-SC       |
| 2    | Tio Nana            | Inter de Lages |
| 2    | Venna               | Blumenau       |

## Maiores públicos
Esses são os cinco maiores públicos do Campeonato:
| Nº | Público[PP] | Mandante       | Placar | Visitante    | Estádio                    | Data           | Rodada          |
| -- | ----------- | -------------- | ------ | ------------ | -------------------------- | -------------- | --------------- |
| 1  | 5 646       | Inter de Lages | 3–1    | Blumenau     | Estádio Vidal Ramos Júnior | 1 de dezembro  | Final           |
| 2  | 3 539       | Inter de Lages | 2–1    | Jaraguá      | Estádio Vidal Ramos Júnior | 24 de setembro | Final (Turno)   |
| 3  | 3 025       | Inter de Lages | 2–2    | Blumenau     | Estádio Vidal Ramos Júnior | 29 de setembro | 1ª (Returno)    |
| 4  | 2 800       | Inter de Lages | 1–0    | Pinheiros-SC | Estádio Vidal Ramos Júnior | 8 de setembro  | 7ª (Turno)      |
| 5  | 2 786       | Inter de Lages | 2–0    | Blumenau     | Estádio Vidal Ramos Júnior | 13 de novembro | Final (Returno) |

- PP. ^ Considera-se apenas o público pagante

## Média de público
Essas são as médias de público dos clubes no Campeonato. Considera-se apenas os jogos da equipe como mandante e o público pagante. Em alguns jogos, o público pagante não foi publicado pela Federação e não entraram para esta contagem:
| 1. Inter de Lages – 2 554 2. Blumenau – 627 3. Jaraguá – 216 4. Barra-SC – 31 5. Oeste – 29 | 1. Pinheiros-SC – 27 2. Maga – 27 3. Curitibanos – 21 4. Navegantes – 12 |

## Trivias
- Em reunião com o presidente da Federação Catarinense de Futebol, Delfim de Pádua Peixoto Filho, na própria sede da entidade, no dia 23 de maio de 2013, o presidente do Joaçaba Atlético Clube, Alexandre Danielli, anunciou a desistência do clube em disputar a competição em 2013. Tal decisão foi devido a dívida que o clube possui com a Federação e que não poderá ser quitada no ano corrente, inviabilizando a participação do clube em competições organizadas pela mesma.[10][11]

- Pouco tempo antes do início da competição, o Oeste, que disputaria a competição representando a cidade de Brusque, também anunciou sua desistência do campeonato. Desta forma a Divisão Especial de 2013 teria a participação de apenas oito equipes.[9] Mas o clube voltou atrás em sua decisão e retornou ao campeonato, obrigando a Federação alterar novamente a fórmula de disputa da competição.[9]

- No dia 10 de agosto, Oeste e Pinheiros-SC se enfrentavam no Estádio Emília Mendes Rodrigues em Imbituba pela segunda rodada do Turno do campeonato. O Pinheiros vencia a partida por 2 a 1 quando a ambulância que estava no estádio, precisou se ausentar para atender uma ocorrência na cidade e não retornou mais. Com isso o árbitro da partida, o Sr. Ramon Abati Viera, resolveu encerrar o jogo próximo aos 30 minutos do segundo tempo.[12][13]

- Um fato histórico aconteceu nesta edição da Divisão de Acesso. No jogo em que o Inter de Lages goleou o Maga por 6 a 0 no Estádio Gigante do Vale, em Indaial, no dia 4 de setembro, entrou em campo o futebolista profissional mais velho do mundo. Com o intuito de homenagear o jogador que mais vezes na história vestiu profissionalmente a camisa do Inter, a diretoria do clube convidou o ex-atleta Martinho Bin a participar da competição. O mesmo já havia se aposentado em 1994 e voltou a atuar neste ano, aos 56 anos de idade.[14][15]

- Outro fato histórico aconteceu na sétima rodada do Turno da competição quando o Maga, o então pior time do mundo, conseguiu terminar uma partida inteira sem levar gols. O jogo foi contra o Oeste no Estádio Municipal do Galeão, em Canelinha, no dia 8 de setembro. Além disso, foi a primeira vez que o time pontuou fora de casa em uma competição oficial e a primeira vez que existiu um empate em seus jogos. Durante a partida, o Oeste ainda desperdiçou uma cobrança de pênalti.[16][17]

- Na primeira rodada do returno da competição, o confronto entre Navegantes e Jaraguá foi cancelado previamente pela Federação Catarinense. Apesar de não ter um motivo oficial até então, as informações extra-oficiais constavam de que a Federação cancelou o jogo que aconteceria no dia 29 de setembro, às 15:30 horas, no Estádio Hercílio Luz, em Itajaí, devido a débitos financeiros do time de Navegantes para com a instituição maior do futebol catarinense.[18] Após acertado os débitos, o jogo foi disputado no dia 23 de outubro e foi vencido pelo Jaraguá por 4 a 1.[19]

- 1A sétima rodada do returno ficou marcada por dois jogos cancelados, devido a débitos dos times envolvidos com a Federação. No jogo Pinheiros-SC e Inter de Lages que seria disputado no Campo do Campinense, Garopaba no dia 27 de outubro, foi decretada a vitória do Inter por 3 a 0.[20] Mesmo placar a favor do Maga que enfrentaria o Oeste no Estádio Gigante do Vale, Indaial, no dia 25 de outubro.[21] Após a punição o Oeste quitou suas dívidas com a Federação e foi reintegrado à competição,[22] já o Pinheiros continuou com sua situação indefinida e perdeu mais um jogo por W.O., desta vez para o Maga.[23]

- A Divisão de Acesso de 2013 teve um grande destaque nas bilheterias. O Inter de Lages, atuando em seu estádio o Estádio Vidal Ramos Júnior (Tio Vida), alcançou a incrível média de público de 2.554 pagantes por jogo. Em comparação as outras divisões do campeonato catarinense, o Inter de Lages ficaria atrás somente dos cinco principais times da Divisão Principal.[24][25]